# Regensberg
Regensberg är en ort och kommun i distriktet Dielsdorf i kantonen Zürich, Schweiz. Kommunen har 462 invånare (2023).
Regensberg ligger på en klippa och är en småstad uppbyggd kring slottet Regensberg.